# الليلكي
الليلكي  هي إحدى القرى اللبنانية من قرى قضاء بعبدا في محافظة جبل لبنان.